# Rassemblement des houphouëtistes pour la démocratie et la paix
De Rassemblement des houphouëtistes pour la démocratie et la paix (Nederlands: Verzameling van de Houphouëtisten voor de Democratie en de Vrede, RHDP) is een politieke partij in Ivoorkust die zich laat inspireren door het gedachtegoed van de eerste president van het land, Félix Houphouët-Boigny (1960-1993).
De RHDP ontstond op 18 mei 2005 toen verschillende partijen zich bundelden om mee te doen aan de presidentsverkiezingen later dat jaar. De volgende partijen vormden de RHDP:
- Rassemblement des republicains (RDR);
- Parti démocratique de la Côte d'Ivoire (PDCI);
- Mouvement des forces d'Avenir (MFA);
- Union pour la Côte d’Ivoire (UPCI).

Vanwege de burgeroorlog werden de verkiezingen echter uitgesteld. Bij de presidentsverkiezingen van 2010 slaagde de RHDP er niet in om met een gezamenlijke kandidaat te komen en de afzonderlijke partijen van het kartel kwamen elk met een eigen kandidaat. Bij de parlementsverkiezingen van 2011 kwam de RHDP in sommige kiesdistricten met gezamenlijke kandidaten, terwijl in andere kiesdistricten de partijen zelfstandig optraden. 
In 2016 sloot de Ivoriaanse Arbeiderspartij (Parti ivoirien des travailleurs) zich bij de RHDP aan.. Bij de verkiezingen van dat jaar won de RHDP een comfortabele meerderheid aan zetels in de Nationale Vergadering.
Op 16 juli 2018 werd de RHDP omgevormd tot een politieke partij. Echter, alleen de RDR en de UPCI gingen in de RHDP op. De belangrijkste houphouëtistische partij, de PDCI, bleef buiten de formatie. In 2020 verlieten de leden die eertijds tot de UPCI behoorden de RHDP en richtten hun oude partij opnieuw op.
Op 27 mei 2024 nomineerde The Rally of Houphouëtists for Democracy and Peace (RHDP) Alassane Ouattara als kandidaat van de partij voor de presidentsverkiezingen van 2025.
Ideologisch gezien is de partij liberaal en gericht op het politieke midden.

## Zetelverdeling
| Jaar | %     | Zetels | Totaal |
| ---- | ----- | ------ | ------ |
| 2011 | 1,64  | 4      | 255    |
| 2016 | 50,26 | 167    | 255    |

## Verwijzingen
1. 1 2  Rassemblement des Houphouétistes pour la Démocratie et la Paix, Le Nouvel Afrik.com 19 mei 2005
2. ↑  Côte d’Ivoire: le PIT admis au sein du RHDP, la coalition au pouvoir, Abidjan.net 23 mei 2016
3. ↑  Naissance d'un "parti unifié" du pouvoir en Côte d'Ivoire, VOA Afrique 16 juli 2018
4. ↑  Côte d’Ivoire : Alassane Ouattara « candidat naturel » à la présidentielle de 2025, selon son parti, Le Monde 27 mei 2024